# Giuseppe Aliberti
Giuseppe Aliberti (5. března 1901, Turín, Italské království – 8. ledna 1956, Turín, Itálie) byl italský fotbalový obránce i trenér.
Fotbalovou kariéru začal v menším klubu FC Pastore ve městě Turín. Po jedno sezónní působení v Biellese se vrátil do Turína, ale již do klubů býků Turín FC. První utkání odehrál 2. října 1921. Celkem 10 sezon strávil v jeho dresu. Získal s klubem jeden titul v sezoně 1927/28. Druhý mu nebyl ze sezony 1926/27 připsán, protože klubu byl za uplácení odebrán. V roce 1932 odešel do Biellese, kde v roce 1935 skončil kariéru.
Za reprezentaci odehrál 11 utkání. První utkání bylo 1. ledna 1923 proti Německu (3:1). Byl na OH 1924.
Jako trenér začal trénovat ještě jako hrající hráč v Turíně. Jenže po jediné sezoně odešel do Biellese, kde zastával také funkci hráč–trenér.

## Hráčská statistika
| Sezóna  | Klub     | Liga         | Liga   | Liga | Ligové poháry | Ligové poháry | Ligové poháry | Kontinentální poháry | Kontinentální poháry | Kontinentální poháry | Celkem | Celkem |
| Sezóna  | Klub     | Soutěž       | Zápasy | Góly | Soutěž        | Zápasy        | Góly          | Soutěž               | Zápasy               | Góly                 | Zápasy | Góly   |
| ------- | -------- | ------------ | ------ | ---- | ------------- | ------------- | ------------- | -------------------- | -------------------- | -------------------- | ------ | ------ |
| 1920/21 | Biellese | 1. Kategorie | 2      | 0    | -             | 0             | 0             | -                    | 0                    | 0                    | 2      | 0      |
| 1921/22 | Turín    | 1. Kategorie | 18     | 0    | -             | 0             | 0             | -                    | 0                    | 0                    | 18     | 0      |
| 1922/23 | Turín    | 1. Divize    | 21     | 3    | -             | 0             | 0             | -                    | 0                    | 0                    | 21     | 3      |
| 1923/24 | Turín    | 1. Divize    | 15     | 1    | -             | 0             | 0             | -                    | 0                    | 0                    | 15     | 1      |
| 1924/25 | Turín    | 1. Divize    | 13     | 0    | -             | 0             | 0             | -                    | 0                    | 0                    | 13     | 0      |
| 1926/27 | Turín    | 1. Divize    | 4      | 0    | -             | 0             | 0             | -                    | 0                    | 0                    | 4      | 0      |
| 1928/29 | Turín    | 1. Divize    | 7      | 0    | -             | 0             | 0             | -                    | 0                    | 0                    | 7      | 0      |
| 1928/29 | Turín    | 1. Divize    | 5      | 0    | -             | 0             | 0             | -                    | 0                    | 0                    | 5      | 0      |
| 1929/30 | Turín    | Serie A      | 22     | 0    | -             | 0             | 0             | -                    | 0                    | 0                    | 29     | 0      |
| 1929/30 | Turín    | Serie A      | 9      | 0    | -             | 0             | 0             | -                    | 0                    | 0                    | 9      | 0      |
| 1930/31 | Turín    | Serie A      | 1      | 0    | -             | 0             | 0             | -                    | 0                    | 0                    | 1      | 0      |
| 1931/32 | Biellese | Serie C      | 10     | 0    | -             | 0             | 0             | -                    | 0                    | 0                    | 10     | 0      |
| 1932/33 | Biellese | Serie C      | 8      | 0    | -             | 0             | 0             | -                    | 0                    | 0                    | 8      | 0      |
| 1933/34 | Biellese | Serie C      | 1      | 0    | -             | 0             | 0             | -                    | 0                    | 0                    | 1      | 0      |
| Celkově | Celkově  | Celkově      | 137    | 4    | -             | 0             | 0             | -                    | 0                    | 0                    | 137    | 4      |

## Hráčské úspěchy

### Klubové
- 1× vítěz italské ligy (1927/28)

### Reprezentační
- 1x na OH (1924)